# Matt (Name)
Matt ist ein männlicher Vorname sowie ein Familienname.

## Herkunft und Bedeutung

### Vorname
Der Name Matt ist eine selbstständige Kurzform von Matthias (siehe dort zu Varianten).

## Namensträger

### Vorname
- Matt Bellamy (* 1978), britischer Musiker
- Matt Berkey (* 1982), US-amerikanischer Pokerspieler
- Matt Biondi (* 1965), US-amerikanischer Schwimmer
- Matt Boland (* 1966), US-amerikanischer Basketballschiedsrichter
- Matt Bradley (Matthew William Bradley; * 1978), kanadischer Eishockeyspieler und -scout
- Matt Carkner (* 1980), kanadischer Eishockeyspieler
- Matt Cutts (* 1972/73), US-amerikanischer Softwareentwickler
- Matt Damon (* 1970), US-amerikanischer Schauspieler
- Matt Dillon (* 1964), US-amerikanischer Schauspieler
- Matt Dillon (* 1966), US-amerikanischer Softwareentwickler
- Matt Dwonszyk (* ≈1990), US-amerikanischer Jazzmusiker
- Matt Giannetti (* 1984), US-amerikanischer Pokerspieler
- Matt Glantz (* 1971), US-amerikanischer Pokerspieler
- Matt Graham (* 1983), US-amerikanischer Pokerspieler
- Matt Graham (* 1994), australischer Freestyle-Skier
- Matt Groening (* 1954), US-amerikanischer Comic-Zeichner
- Matt Holland (* 1974), irischer Fußballspieler
- Matt Holland (* 1989), britischer Wasserballspieler
- Matt Harding (* 1976), US-amerikanischer Spieleentwickler
- Matt Hardy (* 1974), US-amerikanischer Wrestler
- Matt Holman (* 1982), US-amerikanischer Jazzmusiker
- Matt Jarvis (Matthew Jarvis; * 1984), kanadischer Pokerspieler
- Matt Jarvis (Matthew Thomas Jarvis; * 1986), englischer Fußballspieler
- Matt Kallio (* 1986), kanadischer Basketballschiedsrichter
- Matt LeBlanc (* 1967), US-amerikanischer Schauspieler
- Matt Lucena (* 1969), US-amerikanischer Tennisspieler
- Matt Luzunaris (* 1989), US-amerikanischer Fußballspieler
- Matt Matros (* 1977), US-amerikanischer Pokerspieler
- Matt McGrath (1878–1941), US-amerikanischer Hammerwerfer
- Matt Myers (Schiedsrichter) (* 1983), US-amerikanischer Basketballschiedsrichter
- Matt Otto (* 1967), US-amerikanischer Jazzmusiker und Hochschullehrer
- Matt Polster (* 1993), US-amerikanischer Fußballspieler
- Matt Ridley (* 1981), britischer Jazzmusiker
- Matt Salsberg (* 1971), kanadischer Fernsehproduzent, Drehbuchautor und Pokerspieler
- Matt Skiba (* 1976), US-amerikanischer Punk-Musiker
- Matt Smith (* 1982), britischer Schauspieler
- Matt Stone (* 1971), US-amerikanischer Schauspieler, Drehbuchautor, Produzent und Regisseur
- Matt Thompson (* 1982), australischer Fußballspieler
- Matt Thornhill (* 1988), englischer Fußballspieler
- Matt Waxman (* 1985), US-amerikanischer Pokerspieler

### Familienname
- Adolf von Matt (1909–1982), Schweizer Politiker
- Alfred von Matt (1843–1919), österreichischer General der Infanterie
- Alfred Matt (* 1948), österreichischer Skirennläufer
- Andrea Matt (* 1961), liechtensteinische Politikerin
- Andreas Matt (* 1982), österreichischer Skiläufer
- Angelika Matt-Heidecker (* 1953), deutsche Kommunalpolitikerin (SPD), Oberbürgermeisterin von Kirchheim unter Teck (2004–2020)
- Annemarie von Matt (1905–1967), Schweizer Malerin, Grafikerin und Schriftstellerin
- Antonia Matt (1878–1958), österreichische Schaustellerin
- Beatrice von Matt (* 1936), Schweizer Publizistin, Redakteurin und Literaturkritikerin
- Christian Matt (* 1966), liechtensteinischer Fußballspieler
- Daniel Matt (* 1976), österreichischer Politiker (NEOS)
- Daniel Chanan Matt (* 1950), US-amerikanischer Judaist mit Schwerpunkt Kabbala, Autor und Hochschullehrer
- Egon Matt (Skilangläufer) (1925–2004), liechtensteinischer Skilangläufer
- Egon Matt (Politiker) (* 1952), liechtensteinischer Politiker (FL)
- Elisabeth von Matt (1762–1814), österreichische Astronomin und Geodätin
- Evelin Matt (* 1934/1935–2024), deutsche Fernsehproduzentin, Redakteurin und Drehbuchautorin
- Ferdinand Matt (Pfarrer, 1893) (1893–1953), liechtensteiner-Schweizer Pfarrer und Kanonikus
- Franz Matt (1860–1929), deutscher Jurist und Politiker (BVP)
- Georg Matt (1861–1938), österreichischer Bildhauer
- Georg Matt (Maler) (1918–1998), Schweizer Lehrer, Maler und Glasmaler
- Gerald Matt (* 1958), österreichischer Kunsthistoriker, Direktor der Kunsthalle Wien
- Hans von Matt (Kaufmann) (1842–1900), Schweizer Kaufmann und Literat
- Hans von Matt (Politiker) (1869–1932), Schweizer Politiker (CVP) und Herausgeber
- Hans von Matt (Künstler) (1899–1985), Schweizer Bildhauer, Maler und Schriftsteller
- Hans Matt (Unternehmer) (* 1953), österreichischer Unternehmer
- Hans Matt-Willmatt (1898–1978), deutscher Dichter, Schriftsteller und Heimatforscher
- Heinrich Matt (1907–1967), deutscher Luftfahrttechniker
- Helmut Matt (* 1960), deutscher Schriftsteller
- Hermann Matt (1929–2005), deutscher Hörfunkmoderator, Schauspieler und Hörspielsprecher
- Hubert von Matt-Willmatt (* 1953), deutscher Schriftsteller, Literatur- und Regionalforscher
- Jean-Remy von Matt (* 1952), deutscher Werber
- Joe Matt (1963–2023), US-amerikanischer Cartoonist
- Johann Jakob Matt (1814–1882), Schweizer Politiker
- Josef Matt (Politiker, 1900) (1900–1968), deutscher Landwirt und Politiker (SPD)
- Josef Matt (Politiker, 1910) (1910–1972), österreichischer Politiker (ÖVP)
- Josef von Matt (Politiker) (1847–1920), Schweizer Politiker
- Josef von Matt (Schriftsteller) (1901–1988), Schweizer Schriftsteller in Nidwaldner Mundart, Buchhändler, Verleger und Antiquar
- Kurt Matt (1921–1970), deutscher Politiker (SPD)
- Leonard von Matt (1909–1988), Schweizer Fotograf
- Manuel Matt (* 2002), Schweizer Unihockeyspieler
- Margarete Matt (1912–2003), Schweizer Tapisserie-Künstlerin
- Mario Matt (* 1979), österreichischer Skirennläufer
- Michael Matt (* 1993), österreichischer Skirennläufer
- Norman Matt (* 1974), deutscher Synchronsprecher
- Patrick Matt (* 1969), Liechtensteiner Radsportler
- Peter von Matt (1937–2025), Schweizer Germanist
- Richard Matt (1966–2015), US-amerikanischer Mörder und Gefängnisausbrecher
- Robert Matt (* 1967), deutscher Musiker
- Robert Schmidt-Matt (* 1954), deutscher Bildhauer
- Roland Matt (* ?), liechtensteinischer Modellflugpilot
- Rudolf Matt (1877–1960), liechtensteinischer Politiker
- Rudolph Matt (1909–1993), österreichischer Skirennläufer und Schauspieler
- Sylvia Egli von Matt (* 1952), Schweizer Medienexpertin
- Werner Matt (1942–2022), österreichischer Koch
- Wilhelm Matt (1872–1936), Oberbürgermeister von Aschaffenburg
- Wolfgang Matt (Modellflugpilot), liechtensteinischer Modellflugpilot
- Wolfgang Matt  (Politiker) (* 1955), österreichischer Politiker (ÖVP), Bürgermeister von Feldkirch
- Wolfgang Matt (Fussballspieler) (* 1962), liechtensteinischer Fußballspieler